# Убиство у викаријату
Убиство у викаријату је детективски роман британске списатељице Агате Кристи први пут објављен у Великој Британији од стране издавачке куће "Collins Crime Club" у октобру 1930. године и у САД од стране издавачке куће "Dodd, Mead and Company" касније исте године. Британско издање коштало је седам шилинга и шест пенија, а америчко 2 долара.
Ово је први роман у ком се појављују лик госпођице Марпл и њено село Сент Мери Мид. Овај први поглед на Сент Мери Мид навео је рецензента 1990. да се запита зашто се ово назива удобним загонеткама: „Наш први поглед на Сент Мери Мид, легло провале, лажног представљања, прељубе и на крају убиства. Шта је то што људи сматрају тако пријатно за такве приче?"
Лик се раније појављивао у кратким причама објављиваним у часописима почевши од децембра 1927. Ове раније приче су састављене у збирку Тринаест проблема 1932. године.

## Радња
Свештеник цркве у Сент Мери Миду пречасни Леонард Клемент приповеда. Он живи са много млађом супругом Гризелдом и братанцем Денисом. Пуковник Лушус Протро, Клементов црквењак, је богат абразивни човек који је такође месни судија, а у селу га не воле. На вечери једне вечери, Клемент је неоправдано приметио да би свако ко би убио Протра учинио услугу свету.
Клемент затиче Протрову жену Ен како грли Лоренса Рединга, младог гостујућег уметника. Иако им је обома обећао да неће открити њихову везу, саветовао је Рединга да сместа напусти село. Следећег дана, Климент је требало да се састане са Протром како би размотрили неправилности у црквеним рачунима. Клемент је позван на салаш да изврши последње обреде, али сазнаје да се болесник на самрти опоравио и да га нико није звао. По повратку, Клемент наилази на узнемиреног Рединга на капији црквеног дома, а затим открива пуковника Протра мртвог за писаћим столом у својој радној соби. Он позива др. Хејдока који саопштава да је Протро убијен хицем у потиљак.
Полицију коју предводе инспектор Слек и пуковник Мелчет збуњује неколико појединости међу којима је и белешка коју је оставио Протро, а која се изгледа коси са Хејдоковим мишљењем о времену смрти и неки сведоци који тврде да су чули други пуцањ. Вести се брзо шире, а Лоренс Рединг и Ен Протро признају убиство. Међутим, обоје су ослобођена кривице. Рединг јер је наваљивао на нетачном времену смрти, а Ен зато што је госпођица Марпл јасно видела да она није носила пиштољ. Међу осталим осумњиченима је Арчер, човек према коме је Протро грубо поступао због криволова, госпођа Лестренџ, тајанствена жена која се недавно појавила у селу, др. Стоун, археолог који ископава тумулус на Протровој земљи и Стоунова млада помоћница госпођица Крам.
Госпођица Марпл каже Клементу да има на уму списак од седам могућих осумњичених. Госпођица Марпл је видела госпођицу Крам како носи кофер у шуму у поноћ који је Клемент касније пронашао заједно са малим кристалом пикринске киселине. Показало се да се у коферу налази драгоцено сребро које припада Протровима, а за „Др. Стоуна“ се испоставило да је преварант пошто је украо идентитет правог археолога и заменио ствари Протрових репликама. Међутим, лажни др. Стоун није убица.
И друге чудне појаве задесиле су Сент Мери Мид. Новинари су се сјатили у село, госпођи Прајс-Ридли је неко претио телефоном, а Ен Протро је затекла портрет у својој дрвеној соби исечен ножем. Полицијски вештак за рукопис прегледао је белешку жртве и утврдио е да је није написао пуковник Протро. Клемент је надахнут да одржи далеко енергичнију проповед него обично након чега га је звао његов болесни црквењак Хос који му је рекао да има шта да исповеди.
Клемент стиже у Хосову собу и затиче га како умире од прекомерне количине лекова. Он открива праву белешку коју је Протро написао када је убијен, а која открива да је Хос одговоран за крађу новца са црквених рачуна. Мелчет долази и зове др. Хејдока, али га оператер случајно повезује са госпођицом Марпл која стиже да види да ли може да помогне.
Док је Хејдок водио Хоса у болницу, госпођица Марпл објашњава своје објашњење о правом убици. Откривено је да су њених седам осумњичених Арчер, служавка Климентових Марија која је имала прилику, пуковникова ћерка Летис која га није подносила, Денис чији алиби у облику партије тениса није успео да издржи, Хос или Клемент који су хтели да спречи пуковника да истражи црквене рачуне или Гризелда за коју се открило да се вратила ранијим возом на дан убиства. Међутим, нико од њих није крив.
Марплова верује да су праве убице Лоренс Рединг и Ен Протро. Рединг је заљубљен у Ен и одлучио је да могу бити заједно само ако уклони њеног мужа. Под изговором да тражи савет од Клемента, сакрио је свој пиштољ у саксији код намесништва. Потом је поставио кристал пикринске киселине у шуми близу парохијског дома, наместивши га да пукне и створи "други хитац" који би збунио све сведоке. Увече је Рединг упутио лажни позив Клементу да га извуче из куће док је Ен прошла поред куће госпођице Марпл без ташне у припијеној одећи како би показала да не носи пиштољ. Узела је пиштољ (који је био опремљен пригушивачем), убила мужа и напустила парохијски дом. Рединг је тада ушао, украо поруку која говори о Хосу и подметнуо своју лажну како би створио лажно време смрти.
Оба завереника су признала злочин са очигледним неистинама у својим причама како би били ослобођени. Рединг је дрогирао Хоса и подметнуо пуковникову поруку да би изгледало као да је Хос извршио самоубиство из кривице. Срећом, др. Хејдок је спасио живот Хосу. Госпођица Марпл је предлажила замку којом би се Рединга навео да се оптужи. Њега и Ен су похапсили људи инспектора Слека.
Завршетак је покрио све нерешене крајеве. Летис је открила да је госпођа Лестренџ њена мајка, прва жена пуковника Протра, која је неизлечиво болесна. Летис је уништила портрет Лестренџове у Протровој кући како полиција не би посумњала у њу. Њих две су отишле како би Лестренџова могла да проведе своје последње дане путујући светом. Откривено је да госпођица Крам није знала ништа о завери лажног др. Стоуна, а Гризелда и Денис су признали да су претили госпођи Прајс-Ридли у шали. Гризелда је открила да је трудна што је госпођица Марпл закључила и пар је изнова исповедио своју љубав.
Поред завере о загонетки убиства, роману је било потребно време да размотри алтернативне перспективе замисли злочина. Сестрић госпођице Марпл Рејмонд Вест покушао је да реши злочин путем фројдовске психоанализе док је др. Хејдок изнео став да је злочин болест коју ће ускоро уместо полиције решавати лекари.

## Ликови
- Госпођица Марпл: уседелица која живи у Сент Мери Миду, поред свештеника. Она је пажљива и познаје људско понашање, препозната у свом селу као проницљива и уопштено исправна.
- Пуковник Лушус Протеро: богат човек, који је управник цркве и месни судија у Сент Мери Миду који живи у вили "Стара дворана". Оглувео је и због тога много виче. Он је убијен.
- Ен Протро: друга жена пуковника Протра, млада и привлачна.
- Летис Протро: ћерка пуковника Прора из првог брака.
- Леонард Клемент: свештеник из Сент Мери Мид и приповедач приче, у раним 40-им.
- Гризелда Клемент: свештеникова млада жена, 25 година и срећна особа.
- Денис Клемент: свештеников братанац у пубертету, део његовог домаћинства.
- Мери Адамс: свештеникова собарица и куварица. Она се забавља са Билом Арчером.
- Господин Хос: црквењак оца Клементу, новопридошли у парохију. Претрпео је акутни летаргични енцефалитис пре доласка у Сент Мери Мид.[5]
- Госпођа Марта Прајс-Ридли: удовица и трачарка која живи поред црквеног дома на крају пута.
- Госпођица Аманда Хартнел: уседелица у Сент Мери Миду.
- Госпођица Керолајн Ведерби: уседелица у Сент Мери Миду која живи поред госпођице Хартнел.
- Др. Хејдоцк: сеоски лекар у Сент Мери Миду.
- Лоренс Рединг: сликар који се борио у Великом рату. Он користи зграду на имању код црквеног дома као свој атеље.
- Госпођа Естел Лестренџ: елегантна жена која је недавно дошла у село, повучена.
- Рејмонд Вест: сестрић госпођице Марпл, писац који обично живи у Лондону.
- Роуз и Гледис: собарица и кухињска собарица у "Великој дворани", кући пуковника Протра. Гледис је са Редингом поделила оно што је чула када је госпођа Лестренџ посетила "Стару дворану".
- Бил Арчер: мештанин који је био у затвору и затваран због криволова од стране Протра у улози судије.
- Инспектор Слек: месни полицијски детектив који је активан упркос свом имену и често абразиван.
- Пуковник Мелчет: главни полицајац за округ.
- Др. Стоун: археолог који копа на земљи пуковника Протра.
- Гледис Крам: тајница др. Стоуна, у раним двадесетим.

## Књижевни значај и пријем
Рецензије у време објављивања су углавном биле позитивне о госпођици Марпл сумњајући у то како се убиство догодило, али задовољни Кристиним стилом писања. Каснији преглед сматра да је прича више по укусу из 1990. године и свиђа јој се село и његови људи. Ауторка је, осврћући се на сопствени рад у својој аутобиографији 1970-их, сматрала да њена главна радња "звучи", али је можда било превише ликова и подзаплета.
Часопис Књижевни додатак Времена 6. новембра 1930. поставио је разна питања о томе ко је могао да убије Протра и зашто и закључио: „Као детективска прича, једина грешка ове приче је то што је тешко поверовати да је кривац могао да убије Протра тако брзо и тихо. Три плана собе, врта и села показују да је готово на видику и слуху била госпођица Марпл која је 'увек знала сваку ствар која се догодила и извлачила најгоре закључке.' И још три 'жупске мачке' (одлично приказане) биле су у следеће три куће. Госпођица Марпл је та која на крају открива убицу, али се сумња да би то урадила раније у стварности".
Рецензија романа у часопису Књижевни преглед Њујорк тајмса 30. новембра 1930. почиње: „Надарена госпођица Кристи је далеко од тога да буде најбоља у својој најновијој тајанственој причи. То ће мало допринети њеној еминенције у области детективских романа. "Рецензија је даље говорила да је „месно сестринство уседелица представљено са много трачева и клик-клакања. Мало од овога иде далеко и просечан читалац је склон да се умори од свега тога, поготово од љубазне госпођице Марпл која је главна истражитељка случаја." Рецензент је резимирао поставку радње и закључио: „Решење је јасан против-врхунац“.
Х. К. О’Нил из часописа Посматрач 12. децембра 1930. рекао је: "Ово је непосредна прича која веома пријатно вуче неколико лажних трагова преко пута послушног читаоца. Постоји изразита изворност у њеној новој методи за чување тајне. Открива на почетку, окреће наопачке, очигледно доказује да решење не може бити истинито и тако ствара атмосферу збуњености."
У часопису Дневни експрес 16. октобра 1930. Харолд Николсон је рекао: „Читао сам боља дела Агате Кристи, али то не значи да ова последња књига није ведрија, забавнија и заводљивија од уопштених детективских романа. У краткој рецензији 15. октобра 1930. године, рецензија часописа Дневно огледало је објавила: „Заплет је добро одржан“.
Роберт Барнард је написао шездесет година касније да је ово "наш први поглед на Сент Мери Мид, легло провале, лажног представљања, прељубе и на крају убиства. Шта је то што је људима тако пријатно у таквим причама?" Мало му је тешко да поверује у резолуцију, али прича је привлачнија читаоцима из 1990. него онима из 1930. „Решење донекле збуњује ум, али има превише успутних задовољстава за жаљење, а јака количина сирћета у овој првој скици госпођице Марпл је више савременог укуса него додир сирупа у каснијим презентацијама."
Сама Кристијева је касније написала: „Читајући роман Убиство у викаријату сада, нисам толико задовољна тиме као у то време. Мислим да има превише ликова и превише подзаплета. Али у сваком случају, главна радња је звук."
У расправи са Џ. К. Ролинг 2014. године, ауторка Вал Макдермид је приметила да је Убиство у викаријату књига која ју је заинтересовала за детективске приче. Описала је хумор у том роману и рекла да Кристијева није добила довољно заслуга за хумор у својим детективским загонеткама. Макдермид је цитирао описе четири жене у селу, посебно „госпођице Хартнел које су се плашили сиромашни“ због хумора и кратког описа који је толико тога пренео.

## Алудирања у другим романима
Поп и попадија, Леонард и Гризелда Клемент, који су се први пут појавили у овом роману, наставили су да се појављују у причама о госпођици Марпл. Значајно је да су се појавили у рооману Тело у библиотеци (1942) заједно са Слеком и Мелчетом и у роману У 10 до 5 са Падингтона (1957).
Лик госпођице Марпл се раније појављивао у кратким причама објављеним у часописима почевши од децембра 1927. Од ових ранијих прича саствљена је збирка прича Тринаест проблема 1932. године.

## Прилагођавања

### Позориште
Прича је прилагођенау представу од стране Моја Чарлса и Барбаре Тој 1949. и отворена је у позоришту "Плејхаус" 16. децембра 1949. Госпођицу Марпл је играла Барбара Мален.

### Телевизија
ББЦ је прилагодио књигу у 3 епизоде емитоване од 26. до 28. децембра 1986. У глумачкој постави били су Џоан Хиксон као госпођица Марпл, Пол Едингтон као свештеник и Поли Адамс као Ен Протеро. Екранизација је уопштено била веома блиска изворном роману са четири велика изузетка: замка која разоткрива убицу је промењена у још један покушај убиства, ликови Дениса, др. Стоуна и Гледис Крам су избачени, Бил Арчер је био присутан у кухињи када се убиство догодило, а Ен је извршила самоубиство из кајања уместо да јој се суди.
Роман је поново екранизовала телевизија ITV 2004. у епизоду серије Марпл са Џералдин Мекјуан у улози госпођице Марпл. У глумачкој постави били су Тим Мекинери као свештеник, Дерек Џејкоби као пуковником Протро и Џенет Мектир као Ен. Из ове екранизације уклоњени су ликови др. Стоуна и Гледис Крам, а уместо њих појављују се остарели професор Дуфус и његова унука Хелен. Остале промене укључују избацивање госпођице Ведерби, промену имена госпођи Марти Прајс-Ридли у Марџори и Билу Арчеру у Френк Тарент, промену лажног хица тако да је он настао пуцањем двоцевком кроз кошуљу кроз прозор и додавањем заплета у којем је пуковник украо 10.000 франака од француског покрета отпора што је довело до смрти једног агента. Два велика одступања од књиге су приказ госпођице Марпл као Енине блиске пријатељице и додавање низа бљесака из прошлости из децембра 1915. године када је млада госпођица Марпл била уплетена у забрањену љубавну везу са ожењеним војником.
У обе екранизације, улога свештеника је умањена и он не учествује у истрази јер је његово присуство као приповедача било непотребно у екранизацији.
Роман је екранизован као епизода француске телевизијске серије Мала убиства Агате Кристи 2016. године.

### Графички роман
Издавачка кућа "Харпер колинс" је издала „Убиство у Викаријату“ као графички роман 20. маја 2008. године који је прилагодио и илустровао „Норма“ (Норберт Морандијер) ( 0-00-727460-2). Ово је преведено из издања које је у Француској први пут објавила издавачка кућа "Емануел Пруст" 2005. године под насловом Афера Протро.